# 青春デストロイ
『青春デストロイ』（せいしゅんデストロイ）は、日本のお笑いコンビ・2丁拳銃のミニアルバム。

## 解説
- 2005年3月10日にリリース。
- 川谷修士・小堀裕之がそれぞれ作詞・作曲をしている作品もある。うち2曲は2丁拳銃名義で作詞・作曲している作品もある。

## 収録曲
1. 青春デストロイ
（作詞・作曲：小堀裕之）
2. すべり台
（作詞・作曲：2丁拳銃）
3. かっこいい女
（作詞・作曲：2丁拳銃・伊部譲二）
4. 勝手な僕
（作詞・作曲：小堀裕之）
5. 青風
（作詞・作曲：川谷修士）
6. 春恋
（作詞・作曲：川谷修士）

| スタブアイコン | サブスタブ | この項目は、まだ閲覧者の調べものの参照としては役立たない、アルバムに関連した書きかけの項目です。この項目を加筆・訂正などしてくださる協力者を求めています（P:音楽/PJ:アルバム）。 |